# Pinetop-Lakeside
Pinetop-Lakeside è una città degli Stati Uniti d'America, situata nello Stato dell'Arizona, nella Contea di Navajo. Secondo il censimento del 2010 , la popolazione della città è 4.282.  È stata fondata nel 1984 quando le vicine città di Pinetop e Lakeside si sono fuse.
Pinetop – Lakeside è una rinomata località estiva e una seconda casa per i residenti nel deserto dell'Arizona. Nel 2002, un grande incendio boschivo, il Rodeo-Chediski Fire , minacciò la città e costrinse l'evacuazione. La città si trova vicino a vaste foreste e in tempi normali è una popolare area ricreativa.